# Dicranomyia harmonia
Dicranomyia harmonia är en tvåvingeart som först beskrevs av Alexander 1956.  Dicranomyia harmonia ingår i släktet Dicranomyia och familjen småharkrankar. Inga underarter finns listade i Catalogue of Life.